# Liberty (Rakete)

Logo Liberty Launch Vehicle

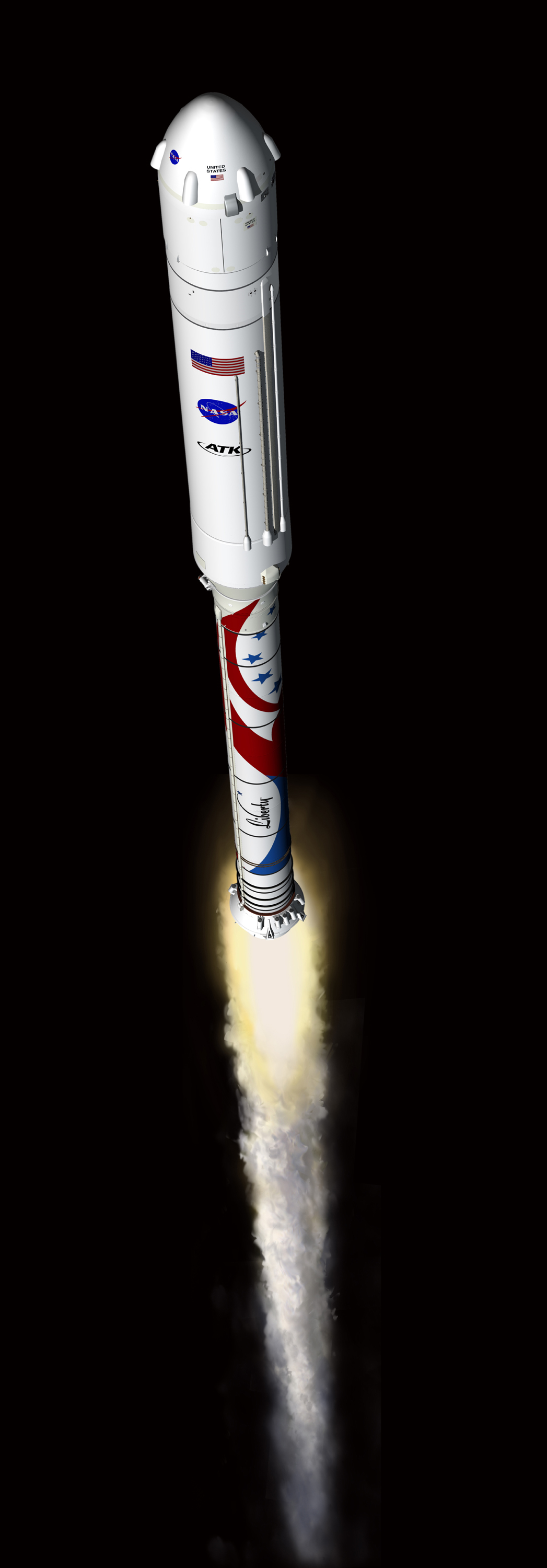
Zeichnung der Liberty im Flug

Liberty war der Name einer geplanten, aber nicht realisierten Trägerrakete. Im Rahmen des CCDev 2 schlugen die Kooperationspartner Alliant Techsystems (ATK) und EADS Astrium der NASA die Entwicklung dieser Trägerrakete als kommerzielles Nachfolgeprodukt für die Space Shuttles vor.

## Missionsanforderungen
Als Nachfolger für die ausgemusterte Space-Shuttle-Flotte sucht die NASA eine Rakete für den Start bemannter und unbemannter Nutzlasten in den niedrigen Erdorbit. Dabei sollen die Startkosten gegenüber dem Space Shuttle deutlich reduziert werden.

## Beschreibung
Für die Entwicklung der Liberty wollen die beiden Partner ihre Erfahrungen aus bisherigen Trägerentwicklungen einbringen. ATK liefert die Feststoffbooster für das Space Shuttle bzw. die erste Stufe der Ares I, Astrium ist Hauptauftragnehmer der Ariane 5. Auf Basis dieser Komponenten soll die Liberty entwickelt werden.
Nach derzeitigen Planungen würde die erste Stufe von der Ares I übernommen. Dabei handelt es sich wiederum um einen von vier auf fünf Segmente gestreckten Booster des Space Shuttle. L-3 Communications würde die Avionik für die erste Stufe beisteuern. Die Oberstufe würde aus einer umgebauten Hauptstufe der Ariane 5 bestehen, die von einem Vulcain 2 angetrieben wird. Allerdings wären für diese Adaptierung noch einige Entwicklungsarbeit zu leisten. Bislang ist das Vulcain 2 beispielsweise nicht für ein Zünden im Orbit qualifiziert.
Aufgrund des bereits erfolgten Testfluges der Ares I-X Mission wären Teile der für den Betrieb der Liberty notwendigen Infrastruktur am Kennedy Space Center bereits vorhanden.

## Projektteilnahme an CCDev
In der zweiten Runde des CCDev, mit dem die NASA die private Entwicklung von Raumfahrtsystemen fördert, kam die Liberty nicht zum Zuge. Allerdings wurden diesem Projekt im Bereich „Technische Verfügbarkeit“ gute Noten erteilt. Die Entwicklung der Liberty sollte daher aus Firmenmitteln weiterverfolgt werden und ATK hoffte auf eine Berücksichtigung in der nächsten CCDev-Runde. Ein erster Testflug war zu dieser Zeit für Ende 2013 geplant. Ab dem Jahr 2015 hätte die Rakete dann Nutzlasten in den Orbit bringen sollen. Die NASA gab bekannt, dass sie dem Konsortium bei der Entwicklung der Rakete helfen will.
Das Liberty Konsortium bot dann ab Anfang Mai 2012 eine Raumkapsel für fünf Astronauten zu der Rakete an. Diese hätte 2015 in den Einsatz gehen können. Die Raumkapsel sollte die Form der NASA Orionkapsel besitzen, jedoch aus Kompositwerkstoffen gebaut werden. Außerdem sollte sie ein Rettungssystem erhalten, das zwar mit Raketentriebwerken arbeitet, aber ohne den schweren Turm einer Rettungsrakete auskommt.
Am 3. Juli 2012 wurde bekannt, dass zusammen mit der Raumkapsel für nun maximal sieben Astronauten ein unter Druck stehendes Frachtmodul mit 2,27 Tonnen Frachtkapazität und weitere, nicht unter Druck stehende, Fracht zu ISS transportiert werden soll. Die maximale Nutzlast des unter Druck stehenden Moduls sollte 2,31 Tonnen betragen. Nach dem veröffentlichten Bild soll das Frachtmodul zwischen der Raumkapsel und ihrem Antriebsmodul installiert werden.
Da Liberty nicht zu den von der NASA weiter mit Geld unterstützten Projekten zählte, wurde im Januar 2013 angedeutet, dass die Entwicklung ohne weitere Geldmittel eingestellt werde. Seit Mitte 2012 gab es auch keine weiteren Presseveröffentlichungen von ATK zum Projekt. Anfang 2015 fusionierte ATK mit der Orbital Sciences Corporation, die mit der Antares ebenfalls eine Rakete anbietet.

## Technische Daten
- Höhe der Rakete: 90 m[16]
- Nutzlast in den Orbit der ISS: 20.185 kg[7]